# Irving Caesar
Irving Caesar, född Isidor Keiser 4 juli 1895 i New York, död 17 december 1996 i New York, var en amerikansk låtskrivare och kompositör. Caesars far, Morris Keiser, var en rumänsk-judisk advokat och socialist och hans bror, Arthur Caesar, var en rumänsk-amerikansk manusförfattare. Caesar skrev sin första dikt 1901 och under sin uppväxt i Yorkville på Manhattan kände han bröderna Marx. Caesar utbildade sig vid Chappaqua Mountain Institute och under sin karriär samarbetade han med andra låtskrivare och kompositör såsom Rudolf Friml, George Gershwin, Sigmund Romberg, Victor Herbert, Ted Koehler och Ray Henderson.
Några av Caesars mest kända verk inkluderar "Swanee", "Sometimes I'm Happy (Sometimes I'm Blue)", "Crazy Rhythm", "Tea for Two", "I Want to Be Happy", "Animal Crackers in My Soup", "Is It True What They Say About Dixie?" och "Just a Gigolo". År 1972 valdes han in i Songwriters Hall of Fame.